# Chepstow
Chepstow (walisisk: Cas-gwent) er en by og community i Monmouthshire, Wales, ved siden af den grænsen med Gloucestershire, England. Den ligger ved floden Wye omkring 3 km før den flyder sammen med floden Severn ved Severn Bridge. Det er den østligste bebyggelse i West, og ligger 26 km øst for Newport, 45 km øst-nordøst for Cardiff, 29 km nordvest for Bristol og 180 km vest for London.
Chepstow Castle, der ligger på et klippefremspring over Wye og den bro, bliver ofte nævnt som den ældste bevarede stenborg i Storbritannien. Borgen blev etableret af William FitzOsbern lige efter den normanniske erobring, og den blev udvidet i de efterfølgende århundrede, hvorefter det blev en ruin efter den blev ødelagt under den engelske borgerkrig.
Der blev også etableret et benediktinerkloster inden for bymuren, der blev centrum for Marcher lordshipet Striguil. Chepstow havn blev i middelalderen kendt for sin import af vin og som et stort sted for eksport af tømmer og bark fra de nærliggende skovområder i Wye Valley og Forest of Dean.
I slutningen af 1700-tallet fokuserede byen hovedsageligt på turisme som en del af "Wye Tour", og turistindustrien er fortsat vigtig for byen. Andre vigtige industrier inkluderede skibsbygning – et af National Shipyards under første verdenskrig blev etableret i Chepstow – ingeniørkonstruktioner, inklusive præfabrikation af broer og vindturbinertårne. Chepstow er kendt for sine travbaner, hvor Welsh National har været afholdt hvert år siden 1949.
Byen havde et befolkningstal på 10.821 i 2001, hvilket var øget til 12.350 i 2011. Motorvejen M48 går forbi byen, og den lette tilgængelighed til Bristol, Newport og Cardiff betyder at byen har et stort antal pendelere. Byen bliver administreret som en del af Monmouthshire County Council, og den ligger i Monmouth UK parliamentary constituency og Senedd constituency. Chepstow ligger på Wyes vestside menes byerne Tutshill og Sedbury på den anden side af floden ligger i England. Den samlede befolkning i dette bymæssige område var på 16.169 i 2011.
Blandt byens attraktioner er Chepstow Castle, Chepstow Port Wall med Chepstow Town Gate, Chepstow Museum, Priory Church of St Mary. Blandt andre nævneværdige bygninger er Castle Terrace, Powis Almshouses og Raglan Lodge.